# Atentado en la Municipalidad de San Martín de Porres
El atentado en la Municipalidad de San Martín de Porres fue un ataque con cócteles molotov al local municipal del distrito limeño de San Martín de Porres ocurrido el 13 de junio de 1980 por parte de unos 60 jóvenes pertenecientes al "organismo generado" Movimiento de Obreros y Trabajadores Clasistas (MOTC). Según la Comisión de la Verdad y Reconciliación (CVR) el MOTC estaba vinculado a Sendero Luminoso, o era su fachada para iniciar sus acciones en el departamento de Lima tras el anuncio del ILA (inicio de la lucha armada).
El bombardeo ocasionó un incendio que destruyó gran parte del mobiliario. Tras el ataque los subversivos se alejaron por la avenida Perú mientras arrojaron volantes. Algunos de los panfletos exaltaban al MOTC, como una organización política de ancha base que iniciaba la lucha armada.